# Semyon Alekseyevich Lavochkin
Semyon Alekseyevich Lavochkin (tiếng Nga: Семён Алексе́евич Ла́вочкин; ngày 11 tháng 9 năm 1900 - ngày 9 tháng 6 năm 1960), là kỹ sư hàng không người Liên Xô, người đã sáng lập phòng thiết kế Lavochkin. Ông là người đã thiết kế nhiều loại máy bay chiến đấu nổi tiếng cho Hồng quân trong suốt chiến tranh thế giới thứ 2.

## Tiểu sử
Lavochkin sinh ra trong gia đình Do thái làm nghề giáo viên ở Smolensk. Sau khi tốt nghiệp năm 1918, ông đã gia nhập Hồng quân và là lính bộ binh trong cuộc Nội chiến Nga. Năm 1920, ông bắt đầu học tại Đại học Kỹ thuật Quốc gia Moskva Bauman, ông tốt nghiệp năm 1927. Sau đó ông phục vụ 2 năm trong chức vụ là thực tập sinh trong phòng thiết kế tại Viện khí động học trung ương dưới sự chỉ đạo của Andrei Tupolev, ông đã tham gia hỗ trợ trong thiết kế máy bay ném bom hạng nặng Tupolev TB-3. Trong khi vẫn còn ở TsAGI, ông có đồng nghiệp là nhà thiết kế người Pháp Paul Richard, nhà thiết kế nổi tiếng Artem Ivanovich Mikoyan và Nikolay Kamov.
Đầu những năm 1930, ông chuyển sang Cục thiết kế trung ương, tại đây ông tham gia phát triển máy bay tầng bình lưu, khinh khí cầu, và buồng lái điều áp. Tuy nhiên, ông tỏ ra thích thú với việc thiết kế máy bay chiến đấu, và chuyển sang Phòng thiết kế củaDmitry Pavlovich Grigorovich, người mà ông sẽ hỗ trợ trong việc thiết kế chiếc máy bay thân kim loại Grigorovich I-Z.
Năm 1938, cuộc Nội chiến Tây Ban Nha và Chiến dịch Khalkhyn Gol chống lại Đế quốc Nhật, đã cho thấy các thiết kế chiến đấu cơ Liên Xô đã tụt hậu so với Thế giới. Lavochkin thành lập phòng thiết kế của riêng mình vào năm 1939. Bắt đầu với chếc LaGG-1, ông đã sản xuất hàng ngàn chiếc, tạo thành xương sống cho Không quân Liên Xô trong Thế chiến thứ hai. Đặc biệt, ông được biết đến như là nhà thiết kế La-5, La-7, là những chiếc tiêm kích tốt nhất của Liên Xô trong Thế chiến 2. Phi công có thành tích tốt nhất của phe Đồng minh, Ivan Kozhedub với thành tích bắn hạ 62 tiêm kích Đức, đã bay trên chiếc tiêm kích thiết kế bởi Lavochkin. Từ năm 1941 đến năm 1945, đã có tổng cộng hơn 22,000 Chiếc tiêm kích Lavochkin được sản xuất.
Tuy nhiên vận mệnh của ông thay đổi sau khi chiến tranh kết thúc. Chiếc La-9 và La-11 là những thiết kế máy bay tiêm kích động cơ cánh quạt cuối cùng phục vụ trong Không quân Liên Xô, và chúng đã được thay thế bởi các tiêm kích phản lực trong thời gian ngắn sau đó. Mặc dù ông tiếp tục là người đi tiên phong trong lĩnh vực máy bay phản lực (Chiếc La-176 là thiết kế máy bay vượt âm đầu tiên của Liên Xô), nhưng máy bay của ông chỉ xếp thứ 2 sau những chiếc tiêm kích của Mikoyan.
Vào thời điểm kết thúc chiến tranh, những ý tưởng tiên phong và sự cạnh tranh trong thiết kế máy bay động cơ phản lực đã thúc đẩy Lavochkin phát triển các hệ thống tên lửa. Thành quả là tên lửa phòng không SA-2 Guideline và tên lửa hành trình siêu âm Burya. LA-350 (Burya) được nhớ đến như là phương tiện bay đầu tiên trên thế giới được làm từ Titan với động cơ làm mát bằng dòng nhiên liệu nghịch đảo.
Sau khi Lavochkin qua đời do đau tim ở tuổi 59, trong khi ông đang thử nghiệm tên lửa phòng không "Dal (Sa 5-Griffon)" tại bãi thử Sary Shagan, Kazakhstan, trọng tâm nghiên cứu của Phòng thiết kế được chuyển sang thiết kế tên lửa phòng không SAM (nổi tiếng là tên lửa SA-2 Guideline), và các dự án vũ trụ.
Năm 1944, Lavochkin được phong hàm Thiếu tướng kỹ thuật. Từ năm 1950- 1958, Lavochkin cũng là đại biểu Xô Viết tối cao. Ông cũng là viện sĩ viện hàn lâm khoa học Liên Xô vào năm 1958. Ông qua đời do đau tim vào năm 1960 và được chôn cất ở Nghĩa trang Novodevichy.

## Trao thưởng và vinh danh
- Huy chương Anh hùng lao động Xã hộ Chủ nghĩa Liên Xô, 2 lần (1943[7], 1956)
- Giải thưởng nhà nước Liên Xô;
  - Hạng nhất (1941, 1946, 1948)
  - Hạng 2 (1943)
- Huân chương Lê nin, 3 lần
- Huân chương cờ đỏ
- Huân chương Suvorov hạng nhất và hạng 2
- Huân chương phục vụ chiến đấu